# Baeocharis maritimus
Baeocharis maritimus är en stekelart som beskrevs av Sharkov 1995. Baeocharis maritimus ingår i släktet Baeocharis och familjen sköldlussteklar. Inga underarter finns listade.